# クラソーン男爵
クラソーン男爵（英: Baron Crathorne）はイギリスの男爵、貴族。連合王国貴族爵位。保守党の政治家サー・トーマス・ダグデイルが1959年に叙位されたことに始まる。 

## 歴史

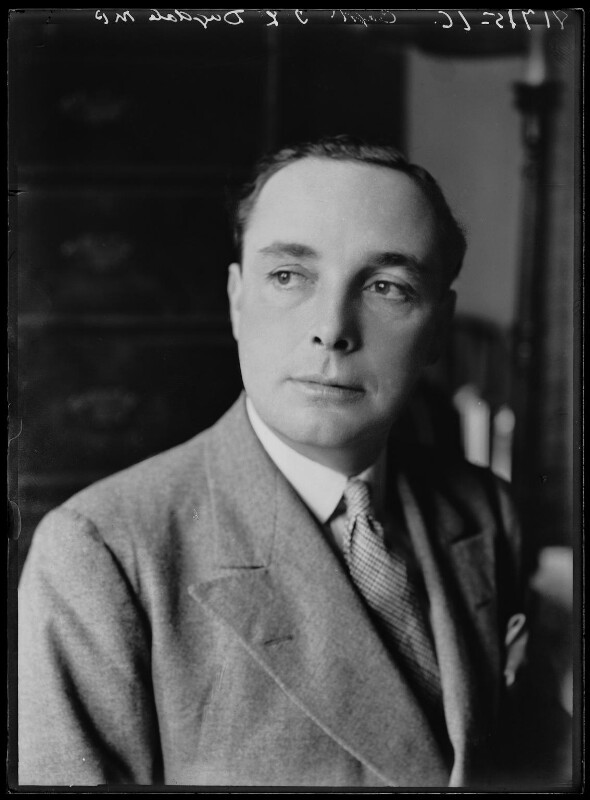
初代男爵トーマス・ダグデイル

農水大臣を務めた保守党の政治家サー・トーマス・ダグデイル（1897–1977）は1945年1月31日に連合王国準男爵の(ヨーク州ノース・ライディングにおけるクラソーンの)準男爵(baronet, of Crathorne in the North Riding of the County of York)に叙された。
ついで彼は庶民院議員を引退した1959年7月15日に連合王国貴族としてヨーク州ノース・ライディングにおけるクラソーンのクラソーン男爵(Baron Crathorne, of Crathorne in the North Riding of the County of York)に昇叙した。
2代男爵チャールズ(1939-)は保守党の政治家として活動しており、1999年貴族院法制定以降も貴族院に籍を置く92人の世俗貴族の一人である。      
一族の邸宅はノースヨークシャー、ヤーム近郊のクラソーンハウス(Crathorne House)。 
男爵家の紋章に刻まれるモットーは『耐えることによって(Perserverando)』。 

## クラソーン男爵（1959年）
- 初代クラソーン男爵トーマス・ライオネル・ダグデイル（英語版） （1897–1977）
- 第2代クラソーン男爵チャールズ・ジェームズ・ダグデイル（英語版） （1939-）

法定推定相続人は現当主の一人息子であるトーマス・アーサー・ジョン・ダグデイル閣下（1977-）。  
- 初代クラソーン男爵トーマス・ライオネル・ダグデイル (1897–1977)
  -  第2代クラソーン男爵チャールズ・ジェイムズ・ダグデイル (1939-) 
    - (1) トーマス・アーサー・ジョン・ダグデイル閣下(1977-)

  - (2) デイヴィッド・ジョン・ダグデイル  (1942-)
    - (3) ジョナサン・ウィリアム・ショーン・ダグデイル(1980-)